# Molino de Llano del Moro
El molino de Llano del Moro está situado en el barrio homónimo de Santa Cruz de Tenerife (Canarias, España).
Es Bien de Interés Cultural, con categoría de Sitio Etnológico.

## Descripción
Consta de dos elementos etnográficos: el edificio del molino propiamente dicho y una edificación aneja, conocida como la "casa del molinero". El primero de ellos es una estructura constructiva con morfología troncocónica y gruesos muros de mampostería, integrados por bloques basálticos irregulares, pequeñas piedras y mortero de tierra, cal y arena. Todavía se conserva parte del enfoscado que revestía tanto el interior como el exterior del edificio y constituido por el mismo tipo de material pobre: tierra y arena.
En la fachada se abren dos vanos, el primero de los cuales corresponde a la puerta de acceso y el segundo a una ventana alta, ambos con dintel y jambas en madera. La cubierta original ha desaparecido y sólo se conserva parte de la techumbre interior, mientras que tampoco existen vestigios de la maquinaria de molienda ni de las aspas.
A unos 10 m de distancia existe una curiosa edificación con techumbre de tejas a dos aguas y gruesos muros de piedra basáltica sin enfoscar en los que se abren dos vanos. En la actualidad resulta imposible acceder al interior, aunque el estado de conservación de esta construcción es bastante aceptable.
El molino se encuentra en un terreno particular, siendo utilizado actualmente como trastero.

## Galería

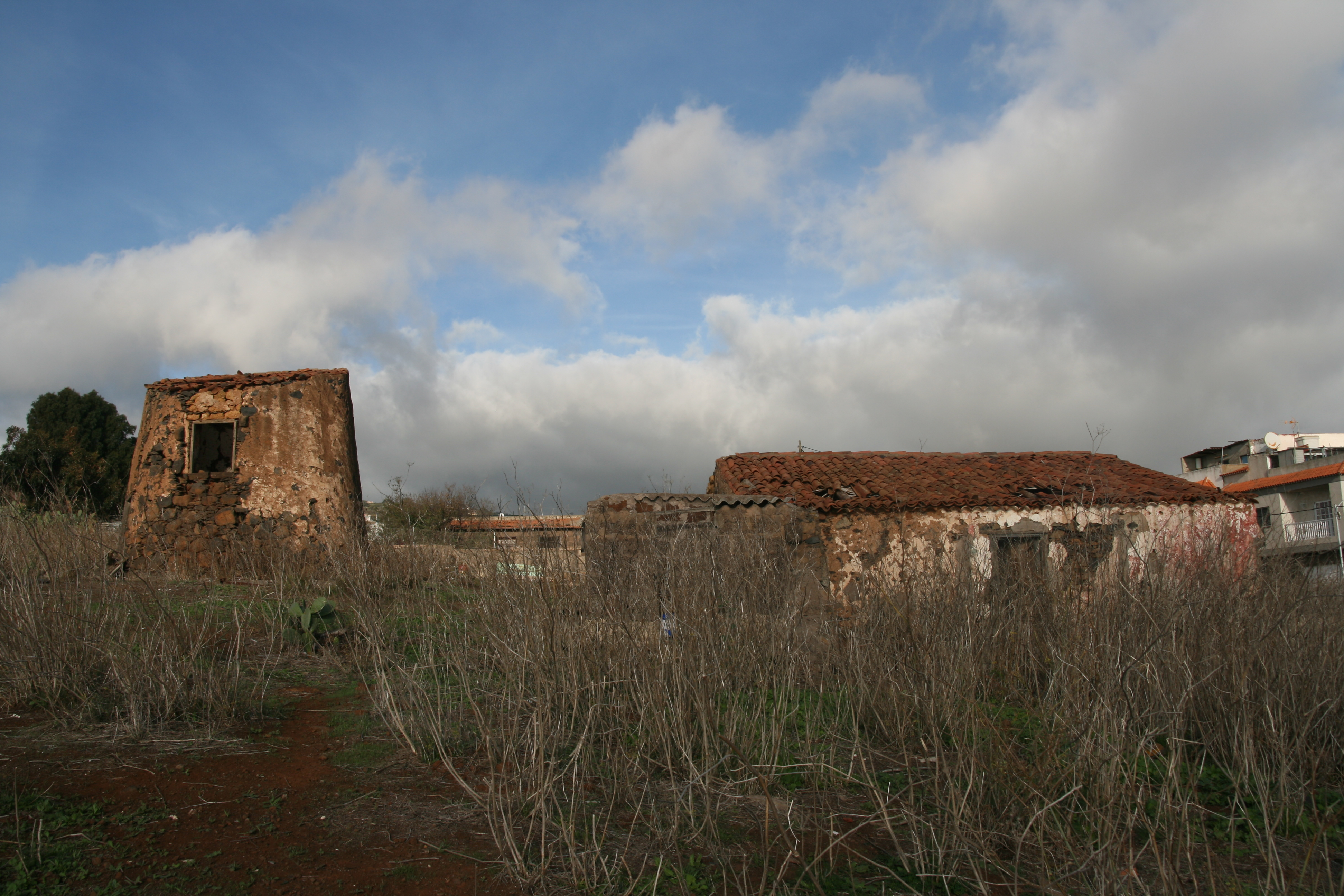
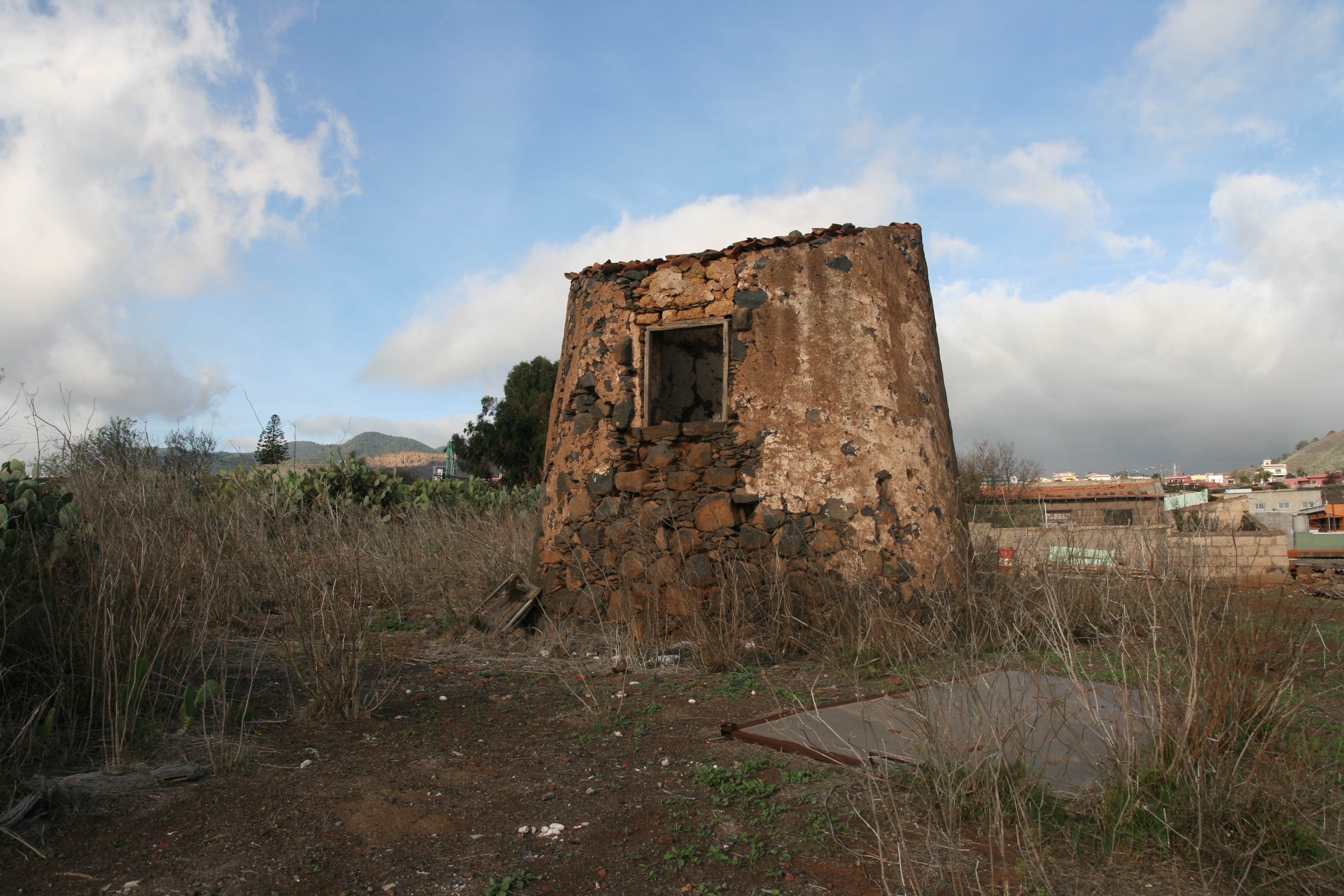
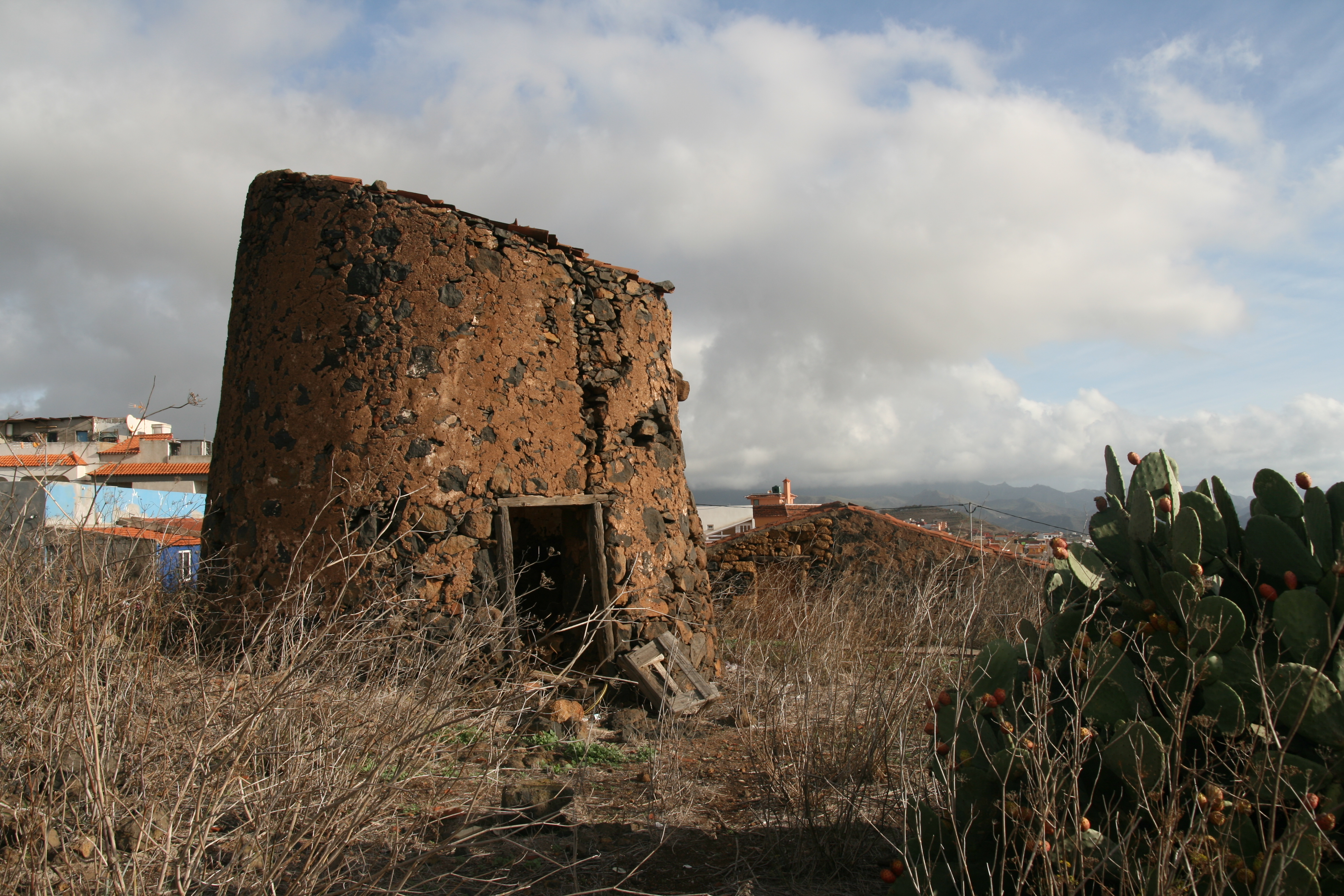
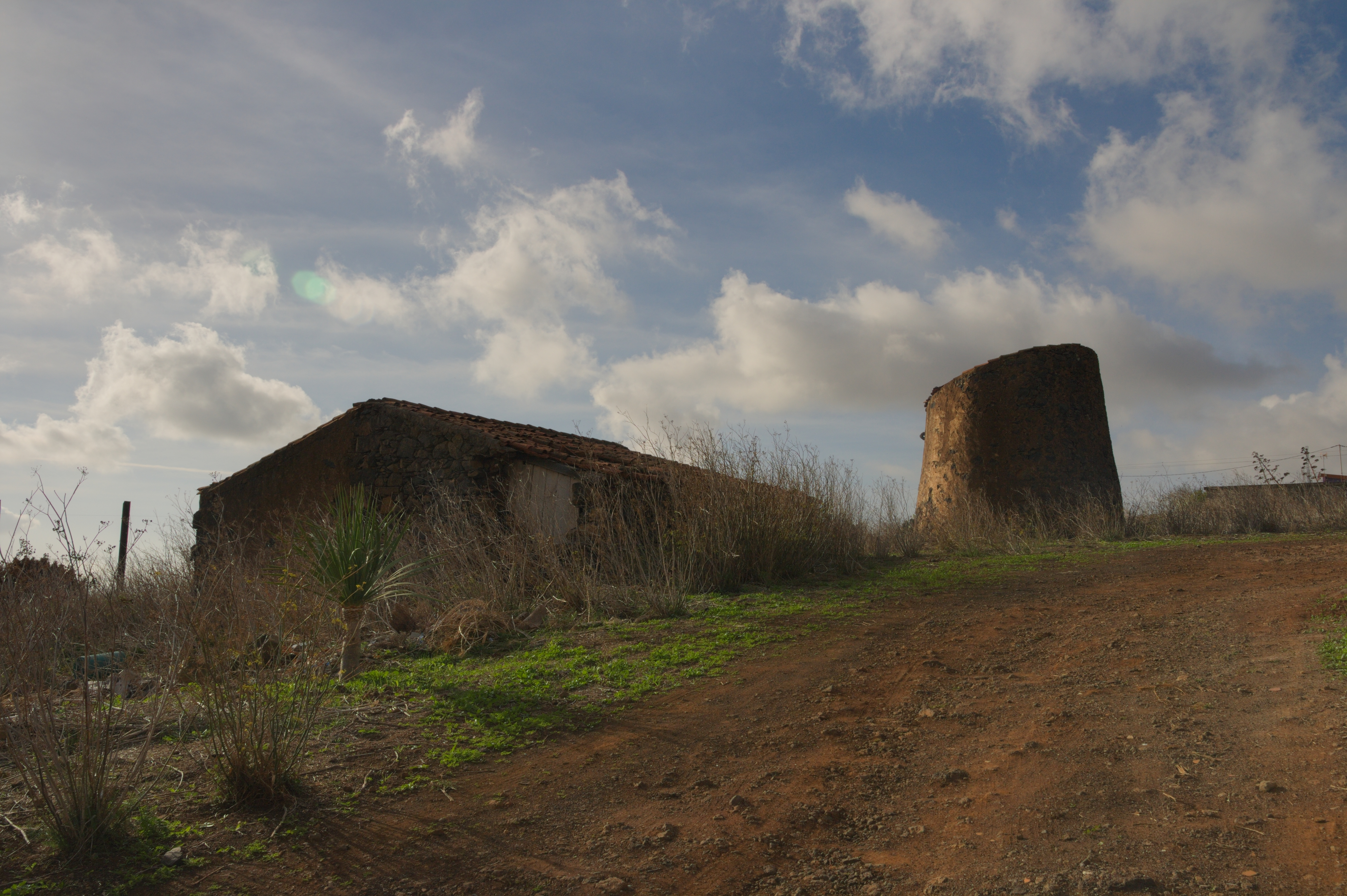